# بطارية المغنيسيوم
بطارية المغنيسيوم هي بطارية تستخدم أيونات المغنيسيوم على شكل مصعد وعلى شكل حامل للشحنة الفعالة في الخلايا الكهركيميائية.
جرى تطوير هذه البطارية في القرن العشرين؛ إلا أن بطارية الليثيوم برهنت أنها عملية بشكل أكبر. لا تزال بطاريات المغنيسيوم في طور الأبحاث من أجل تطويرها.